# Pitons de Bouillante
Les pitons de Bouillante, également appelés Sauts de Bouillante, sont des sommets situés dans le massif montagneux sur l'île de Basse-Terre en Guadeloupe. S'élevant à 1 088 mètres d'altitude, ils constituent un point tripartite des territoires des communes de Vieux-Habitants, Bouillante, et Petit-Bourg. Ils font partie du parc national de la Guadeloupe.

## Hydrographie
La rivière de Beaugendre prend sa source sur le flanc méridional pour s'écouler vers Vieux-Habitants tandis que la rivière Bourceau le fait sur le flanc occidental pour aller vers Bouillante et qu'enfin la rivière Bras-David le fait sur son flanc septentrional pour traverser Petit-Bourg.